# グスターボ・サンタオラヤ
グスターボ・アドルフォ・サンタオラヤ（Gustavo Adolfo Santaolalla, 1952年8月19日 - ）は、アルゼンチン・ブエノスアイレス出身のミュージシャン。現地での発音は、グスタボ・サンタオラージャ。1967年にバンド "Arco Iris" でデビュー。アルゼンチンとウルグアイの混成バンド、バホフォンドを率いている。
2005年の『ブロークバック・マウンテン』と2006年の『バベル』でアカデミー作曲賞を受賞している。

## 主な作品

### アルバム
- Santaolalla (1981)
- Gas (1995)
- Ronroco (1998)

### 映画
- バラの刻印 She Dances Alone (1981)
- アモーレス・ペロス Amores perros (2000)
- 21グラム 21 Grams (2003)
- モーターサイクル・ダイアリーズ Diarios de motocicleta (2004)
- ブロークバック・マウンテン Brokeback Mountain (2005)
- スタンドアップ North Country (2005)
- バベル Babel (2006)
- 悲しみが乾くまで Things We Lost in the Fire (2008) ※テーマ曲
- アイ・カム・ウィズ・ザ・レイン I Come with the Rain (2009)
- ヒマラヤ 運命の山 Nanga Parbat (2009)
- BIUTIFUL ビューティフル Biutiful (2010)
- ムンバイ・ダイアリーズ Dhobi Ghat (2011)
- オン・ザ・ロード On the Road (2012)
- 8月の家族たち August: Osage County (2013)
- ブック・オブ・ライフ 〜マノロの数奇な冒険〜 The Book of Life (2014)
- 人生スイッチ Wild Tales (2014)
- フィンチ Finch (2021)

### テレビゲーム
- The Last of Us (2013)
- The Last of Us Part II（2020）

### テレビドラマ
- The Last of Us (2023)